# Johannes Heintze
Johannes Heintze (* 27. März 1881 in Berlin als Ludwig Friedrich Hermann Heintze; † 1973) war ein deutscher Jurist und Ministerialbeamter.

## Leben
Johannes Heintze war ein Sohn des Bankdirektors Wilhelm Heintze, u. a. Vorstand der Hamburger Kommerz- und Diskontobank. 
Nach seinem Abitur 1900 am Gymnasium Berlin, studierte er Rechts- und Staatswissenschaften an den Universitäten Freiburg, Kiel und Berlin. 1904 legte er am Kammergericht das Referendarexamen ab und wurde Referendar. In Freiburg promovierte er 1905 und wurde 1908 Preußischer Gerichtsassessor.
Ab 1915 war er Kaiserlicher Regierungsrat im Aufsichtsamt für Privatversicherungen und kam nach dem Krieg 1920 in das Reichswirtschaftsministerium. Hier wurde er ein Jahr später Oberregierungsrat und 1922 Senatspräsident. Es folgten seine Ernennungen zum Ministerialrat 1923 und Ministerialdirigent 1927. 1929 wurde er Ministerialdirektor und war u. a. Leiter der Abteilung Geld-, Bank- und Börsenwesen.
Ab Mai 1935 war er Präsident des Deutschen Sparkassen- und Giroverbands und blieb dies bis Kriegsende. Sein Vorgänger Ernst Kleiner, in Auseinandersetzungen mit dem Reichswirtschaftsminister Hjalmar Schacht, legte offiziell sein Amt aufgrund gesundheitlicher Gründe nieder und Schacht ernannte seinen Gefolgsmann Heintze zum Präsidenten. Heintze war damit der einzige ernannte und nicht gewählte Präsident des Verbands.
Am 20. und 21. Oktober 1930 fand ein Treffen mit den Ministerialdirektor Friedrich Ernst und dem Industriellen Rudolf Stahl in Eisleben statt, um Subventionen für die Kupferproduktion abzusprechen. Heintze sagte Stahl zu, mit dem Staatssekretär Hans Schäffer über notwendige Subventionen zu reden, da dieser einer finanziellen Unterstützung ablehnend gegenüberstand. Anfang 1931 wurden die Subventionen letztendlich gewährt. Im Mai 1934 begannen unter seiner Leitung deutsch-sowjetische Kreditverhandlungen. Nach dem Anschluss Österreichs 1938 forderte er die Reorganisation des österreichischen Sparkassenwesens, was auch gegen den Protest der Verbände und Kreditinstitute letztendlich durchgeführt wurde und der Sparkassen- und Giroverband für die Ostmark eingerichtet.
Im Ersten Weltkrieg wurde Heintze u. a. mit dem Eisernen Kreuz am weißen Bande ausgezeichnet. Er war u. a. Vorsitzender des Aufsichtsrates der Deutschen Girozentrale-Deutsche Kommunalbank und Mitglied mehrere Aufsichtsräte. Als Mitautor war er 1942 am Buch Probleme und Aufgaben des deutschen Geld- und Kreditwesens, erschienen bei Walter de Gruyter, beteiligt.